# Blanca Estrada
Blanca Estrada (La Felguera –Principat d'Astúries–, 1950) és una actriu i presentadora espanyola retirada, coneguda sobretot per les seves interpretacions al llarg dels anys 1970 i principis de la dècada següent en una mica més d'una vintena de pel·lícules classificades dins de l'anomenat «cinema de destape».

## Biografia
Germana de la també actriu Gloria Estrada i cosina de Susana, Blanca es dona a conèixer el 1972 com a «hostessa» o «secretària» de la primera etapa del concurs de Televisió Espanyola Un, dos, tres… responda otra vez, jal costat de cares tan populars como Ágata Lys o Yolanda Ríos, d'on passa a l'any següent a treballar com a presentadora del espectacle de varietats de Valerio Lazarov ¡Señoras y señores!
A partir de llavors, la seva carrera cinematogràfica se centra en una sèrie de pel·lícules d'alt contingut eròtic entre les quals destaquen Una vela para el diablo (1973), El libro de buen amor (1975, con Patxi Andión, considerada pel crític cinematogràfic del diari Ya Pascual Cebollada com «una àmplia mostra de nueses masculines i femenines, per davant i per darrere, i una constant tensió o demostració d'erotisme il·lustrat amb obscenitats»), Metralleta Stein (1975), Dios bendiga cada rincón de esta casa (1977, amb Lola Gaos, basada en la novel·la O Primo Basílio d'Eça de Queirós), El francotirador (1977), Historia de 'S' (1979) o Los cántabros (1980), en les quals la jove protagonitza freqüents nus integrals i «escenes de llit», la qual cosa la converteix en una de les actrius més celebrades del moment.
Surt també «una mica desvestida» en no poques revistes com Play-Lady, «donde apareció en cueros vivos» [sic],Lib, Interviú i sobretot Fotogramas, en la qual va sortir en cinc portades de mitjan dècada dels setanta.
A finales de 1976, intervé al capítol de la sèrie Paisaje con figuras, d'Antonio Gala, dedicat a Mariana Pineda, emès per Televisió Espanyola el 13 de desembre.
En 1982, torna a actuar a les ordres de Narciso Ibáñez Serrador, aquesta vegada en un nou capítol de la sèrie Historias para no dormir (El fin empezó ayer), al costat de Manuel Tejada, estrenat a Televisió Espanyola el 20 de setembre.
Després de separar-se del seu marit, amb qui s'havia casat en 1970, l'actriu va mantenir sengles relacions sentimentals amb el locutor de Ràdio Nacional d'Espanya Joaquín Ocio, mort en 1994, i el periodista Alejo García, mort en 2008 als 71 anys.
Després de viure durant un temps als Estats Units, resideix actualment en Màlaga, allunyada per complet del món artístic.

## Filmografia

### Cinema
| Any  | Pel·lícula                             | Personatge          | Director                | Apareix nua |
| ---- | -------------------------------------- | ------------------- | ----------------------- | ----------- |
| 1973 | Una vela para el diablo                | Norma               | Eugenio Martín          | Sí          |
| 1974 | Odio mi cuerpo                         | Elena               | León Klimovsky          |             |
| 1974 | El buque maldito                       | Kathy               | Amando de Ossorio       |             |
| 1974 | Los cazadores                          | Alice Rennick       | Peter Collinson         |             |
| 1974 | La noche de la furia                   | Sue                 | Carlos Aured            |             |
| 1975 | Metralleta 'Stein'                     | Ana                 | José Antonio de la Loma |             |
| 1975 | El libro de buen amor                  | Doña Endrina        | Tomás Aznar             | Sí          |
| 1975 | Todos los gritos del silencio          | Michelle            | Ramón Barco             |             |
| 1975 | Sensualidad                            | Lucy                | Germán Lorente          | Sí          |
| 1976 | Kilma, reina de las amazonas           | Kilma               | M. I. Bonns             |             |
| 1976 | Sábado, chica, motel… ¡qué lío aquél!  | Teresa              | José Luis Merino        | Sí          |
| 1976 | El taxista de señoras                  |                     | Sergio Bergonzelli      |             |
| 1976 | A mí qué me importa que explote Miami  |                     | Manuel Caño             |             |
| 1977 | Dios bendiga cada rincón de esta casa  | Lucía               | Chumy Chúmez            | Sí          |
| 1978 | El francotirador                       | Ángela              | Carlos Puerto           | Sí          |
| 1978 | Las locuras de Jane                    |                     | Joaquín Coll Espona     |             |
| 1979 | Historia de 'S'                        | Psiquiatra          | Francisco Lara Polop    | Sí          |
| 1979 | El caminante                           | Madre Elvira        | Paul Naschy             | Sí          |
| 1979 | La boda del señor cura                 | Luisa González      | Rafael Gil              |             |
| 1979 | Las siete magníficas y audaces mujeres | Eva                 | Darío Herreros          |             |
| 1980 | Hijos de papá                          | Alicia Ortega       | Rafael Gil              |             |
| 1980 | Un cero a la izquierda                 | Poli                | Gabriel Iglesias        |             |
| 1980 | Los cántabros                          | Turenia             | Paul Naschy             |             |
| 1981 | Misterio en la isla de los monstruos   | Dominique Blanchard | Joan Piquer i Simón     |             |

### Televisió
| Any  | Sèrie                    | Capítol                         | Personatge     | Director                |
| ---- | ------------------------ | ------------------------------- | -------------- | ----------------------- |
| 1976 | Paisaje con figuras      | Mariana Pineda                  | Mariana Pineda | Antonio José Betancor   |
| 1977 | Curro Jiménez            | El prisionero de Arcos          | Camila         | Mario Camus             |
| 1979 | Estudio 1                | El caso de la mujer asesinadita | Raquel         | Federico Ruiz           |
| 1982 | Historias para no dormir | El fin empezó ayer              |                | Narciso Ibáñez Serrador |